# یواس‌ان‌اس سادرمن (تی‌ای‌کی‌آر-۳۱۷)
یواس‌ان‌اس سادرمن (تی‌ای‌کی‌آر-۳۱۷) (به انگلیسی: USNS Soderman (T-AKR-317)) یک کشتی است که طول آن 950 ft می‌باشد. این کشتی در سال ۲۰۰۲ ساخته شد.